# Flight to Mars (film)
Flight to Mars (1951) este un film științifico-fantastic regizat de Lesley Selander și produs de Walter Mirisch pentru Monogram Pictures (care este și distribuitorul filmului). Filmul este realizat în Cinecolor. Scenariul este scris de Arthur Strawn. Filmul are câteva asemănări cu filmul mut rusesc Aelita. Filmul a fost produs în cinci zile.

## Povestea
Povestea prezintă sosirea pe planeta Marte a unei expediții științifice formată din cinci astronauți. Aceștia descoperă locuințe subterane, în care se află civilizația pe moarte a marțienilor. Ei sunt umani din punct de vedere anatomic, aparent prietenoși și mai avansați decât oamenii. Marțienii sunt suspicioși în ceea ce privește motivul sosirii oamenilor, în cele din urmă majoritatea celor din conducerea marțienilor decid să țină oamenii prizonieri. Marțienii plănuiesc în secret să folosească nava astronauților pentru a invada Pământul.

## Distribuția
- Marguerite Chapman este Alita
- Cameron Mitchell este Steve Abbott
- Arthur Franz este Dr. Jim Barker
- Virginia Huston este Carol Stafford
- John Litel este Dr. Lane
- Morris Ankrum este Ikron
- Richard Gaines este Prof. Jackson
- Lucille Barkley este Terris
- Robert Barrat este Tillamar
- Wilbur Back este Consilier
- William Bailey este Consilier
- Trevor Bardette este Alzar
- Stanley Blystone este Consilier
- David Bond este Ramay
- Raymond Bond este Astronomul # Doi